# Ali El Khattabi
Pour l’article homonyme, voir Abdelkrim El Khattabi.
Ali El Khattabi, né le 17 janvier 1977 à Schiedam aux Pays-Bas est un ancien footballeur international marocain. Bien qu'il soit né et formé aux Pays-Bas, Ali fait le choix de jouer pour le Maroc. Il participe alors à la Coupe du monde de football de 1998 en faveur des Lions de l'Atlas.
Il est le premier Marocain de l'histoire issu des Pays-Bas à jouer avec les Lions de l'Atlas.

## Biographie

### Carrière en club
El Khattabi commence sa carrière professionnelle dans la saison 1995/96 chez les Sparta Rotterdam. Après une saison passée chez les Rotterdamois, le joueur est transféré chez le SC Heerenveen. Dès les premiers matches d'El Khattabi avec le SC Heerenveen, il enchaîne les buts et fut vite remarqué par plusieurs clubs néerlandais. 3 ans après, El Khattabi fait son retour chez Les Seigneurs et marque 36 buts en 17 matches avant d'être recruté 2 ans après par l'AZ Alkmaar. Il y reste 4 ans et arrive à son 95e match avant d'être prêté par le RBC Roosendaal en 2005. El Khattabi finit sa carrière dans ce club avec au total 19 matches et un but.

### Carrière internationale
Son premier match en équipe du Maroc a lieu en novembre 1997 face au Togo. En 1998, il participe à la Coupe du monde. Il a joué 11 fois avec sa sélection nationale.
| Caps | Date       | Match                  | Lieu            | Score      | Compétition          | But |
| 1    | 26/11/1997 | Maroc - Togo           | Rabat           | 3 - 0      | Amical               |     |
| 2    | 14/01/1998 | Maroc - Angola         | Casablanca      | 2 - 1      | Amical               |     |
| 3    | 13/02/1998 | Mozambique - Maroc     | Bobo Dioulassou | 0 - 3      | CAN 1998             | 1   |
| 4    | 17/02/1998 | Egypte - Maroc         | Ouagadougou     | 0 - 1      | CAN 1998             |     |
| 5    | 22/02/1998 | Afrique du sud - Maroc | Ouagadougou     | 2 - 1      | ¼ de finale CAN 1998 |     |
| 6    | 27/05/1998 | Maroc - Angleterre     | Casablanca      | 0 - 1      | Coupe Hassan II      |     |
| 7    | 29/05/1998 | Maroc - France         | Casablanca      | 2-2 (6-5p) | Coupe Hassan II      |     |
| 8    | 04/06/1998 | Chili - Maroc          | Avignon         | 1 - 1      | Amical               |     |
| 9    | 10/06/1998 | Norvège - Maroc        | Montpellier     | 2 - 2      | C.M 1998             |     |
| 10   | 16/06/1998 | Brésil - Maroc         | Nantes          | 3 - 0      | CM 1998              |     |
| 11   | 07/09/1999 | Belgique - Maroc       | Liège           | 4 - 0      | Amical               |     |